# Novigrad (Istrien)
Novigrad [ˈnɔʋiɡraːd] (kroatisch) oder Cittanova (italienisch; bis 1945 Cittanova d’Istria) ist eine Stadt in der Gespanschaft Istrien, Kroatien.

Sie ruht auf den Resten einer aus antiker Zeit stammenden Siedlung Civitas Nova bzw. Emonia und war von 381 bis 1831 Sitz eines Bistums.
Sie liegt an der Küste etwa 15 km nördlich von Poreč auf einer kleinen Insel, die erst im 18. Jahrhundert mit dem Festland verbunden wurde.

## Ortsteile
Die Gemeinde Novigrad/Cittanova besteht aus den folgenden Ortsteilen (Einwohnerzahl gemäß Volkszählung 2011):
- Antenal / Antenal (152)
- Bužinija / Businia (936)
- Dajla / Daila (396)
- Mareda / Mareda (239)
- Novigrad / Cittanova (2622)

## Geschichte

### Griechisch-römische Antike, Ostgoten, Langobarden
Die Geschichte der Stadt reicht bis in die Antike zurück. Schon griechische Seefahrer hatten dort einen Stützpunkt, Ruinen der damaligen Siedlung sind heute vom Meer überflutet.
Wahrscheinlich befand sich in der Spätantike auf der Halbinsel eine römische Villa, um welche herum die römische Siedlung Civitas Nova (woraus sich das heutige Cittanova ableitet, das unter Jugoslawien mit Novigrad übersetzt wurde) entstand.

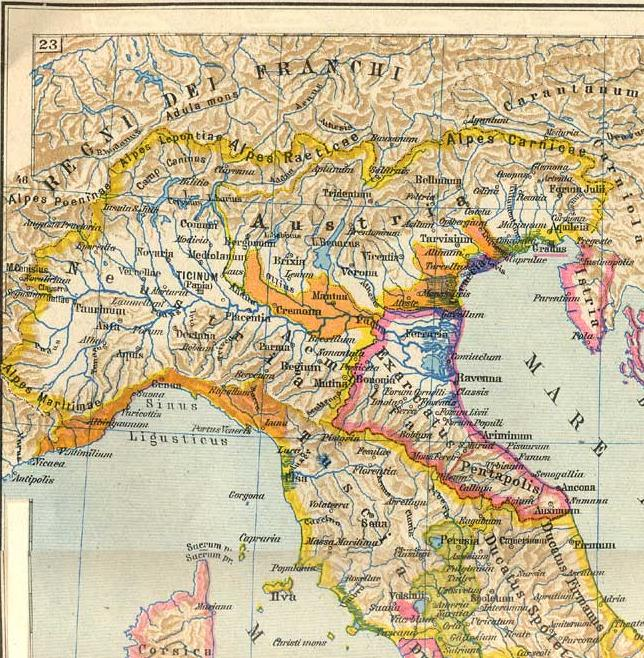
Langobardische und byzantinische Gebiete in Norditalien und auf Istrien vor 603

Wann das örtliche Bistum entstand, ist nicht überliefert. Im Jahr 381 wird auf der Synode von Aquileia erstmals ein Bischof Maximus aus Civitas Nova erwähnt. Dieses Bistum bestand bis 1831; es besteht ein Titularbistum Aemona. Im 6. Jahrhundert suchten Flüchtlinge aus dem römischen Emona (dem heutigen Ljubljana) Zuflucht und gaben dem Ort den Namen Emonia. Urkundlich wurde die Stadt erstmals 599 in einem Schreiben von Papst Gregor dem Großen erwähnt.
Gegen Ende des 5. Jahrhunderts kam die Stadt unter ostgotische Herrschaft, die im Jahr 538 mit der oströmischen Rückeroberung im Gotenkrieg (535–554) endete. Damit blieb das Städtchen mehr als zwei Jahrhunderte oströmisch-byzantinisch.
Von 751 bis 774 stand es, wie ganz Istrien, unter die Herrschaft der seit 568 in Italien ansässigen Langobarden.

### Fränkisches Reich, zwischen Heiligem Römischem Reich und Venedig

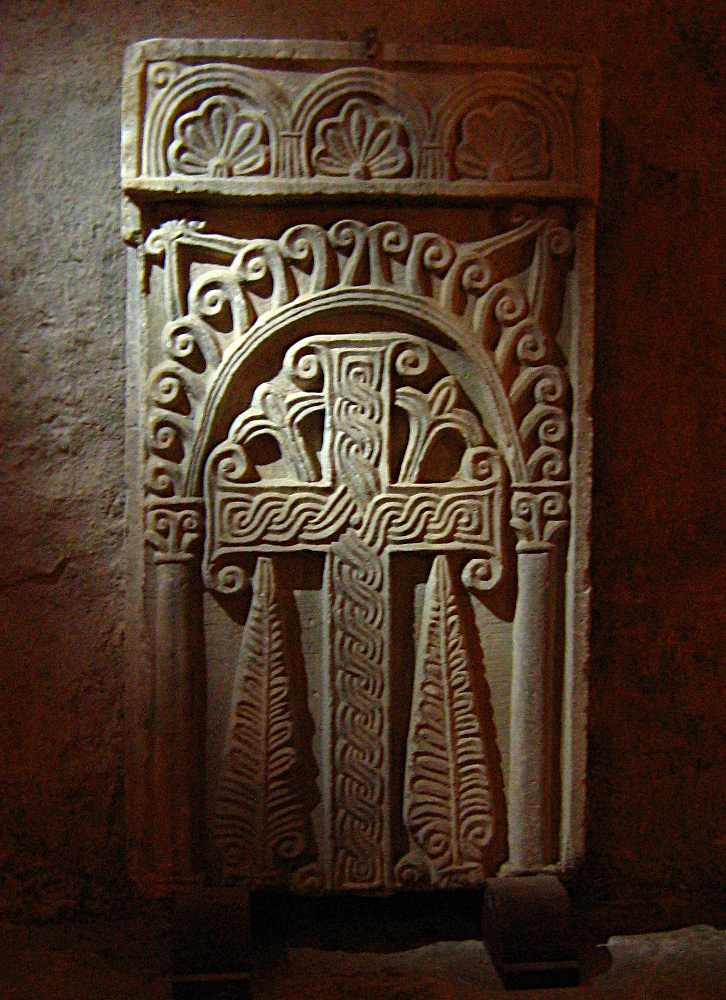
Fundstück aus der Krypta der frühmittelalterlichen Pelagius-Kirche

Im Jahr 788 kam die Stadt mitsamt der Halbinsel Istrien unter fränkische Herrschaft.
876 plünderten Narentaner die Stadt. Ab dem Jahr 976 wurde Cittanova ein Teil des Herzogtums Kärnten.
Während des 11. und 12. Jahrhunderts wurde die Stadt von den Patriarchen von Aquileia und Grado in steter Konkurrenz dominiert. Dabei unterstützte Venedig Grado, um zu verhindern, dass sich ein Reichsfürst wie der Patriarch von Aquileia in venezianische Angelegenheiten einmischen konnte. Zu ihren kirchlichen Bezirken gehörten die Bistümer auf der Halbinsel. So entschied Papst Coelestin III. im Jahr 1192, dass der Patriarch von Grado und der Bischof von Castello (in Venedig) über einen Streit mit Pirano entscheiden sollten.

### Venezianische Oberherrschaft
Im 12. Jahrhundert wuchs der starke Einfluss und die Vormachtstellung Venedigs in der Adriaregion um Istrien weiter an. Venedig sicherte sich in einem Krieg gegen die Normannen Süditaliens ab 1154 die Vorherrschaft in der oberen Adria. Während dieses Krieges rebellierte Pola gemeinsam mit anderen Städten auf Istrien. Gegen diesen Städtebund entsandte daraufhin der venezianische Doge Domenico Morosini eine Flotte von 50 Schiffen. Sie erzwang die Auflösung des Städtebundes, so dass noch im selben Jahr 1150 Pola, Parenzo, Rovigno, Cittanova und Umago einen Treueid leisten mussten. Deren Vertreter unterschrieben am 2. April einen von 17 Personen beeideten Vertrag.
Im Jahr 1270 geriet Cittanova endgültig unter die venezianische Schutzmacht, welche bis zum Niedergang der Löwenrepublik 1797 andauerte.
Dazu hinterließ ein Erdbeben am 26. März 1511 größere Schäden.
Als Teil des venezianischen Kolonialreichs geriet Cittanova immer wieder in kriegerische Konflikte, so bei der Auseinandersetzung Venedigs mit der Republik Genua oder beim Uskokenkrieg von 1615 bis 1617.
Im Jahr 1687 litt Cittanova unter Plünderungen und Entführungen durch Krieger des Osmanischen Reichs.
Neben den kriegerischen Auseinandersetzungen setzten auch die Pest und die Malaria den Bewohnern zu.

Das Rathaus

Im 16. und 17. Jahrhundert zählte die Stadt, welche nun Neapolis genannt wurde, meist nur noch wenige hundert Einwohner, welche verarmt in baufälligen Gebäuden lebten.
Immerhin setzte dank venezianischer Investoren zu Beginn des 18. Jahrhunderts ein erneuter Aufschwung ein, dessen neu erstellte Bauten heute das Stadtbild der historischen Altstadt prägen.

### Napoleonische Zeit
Nach dem Zerfall der Republik Venedig (1797) und der Gründung des Königreichs Italien im Jahr 1805 geriet Cittanova, wie die gesamte Küste Istriens, unter den Machteinfluss Napoleons.

### Kaiserreich Österreich
Am Wiener Kongress wurde 1815 mit der Zuschlagung der Region Illyrien an die Habsburger auch Cittanova unter österreichische Herrschaft gestellt.
1828 wurde durch ein päpstliches Dekret das Bistum Cittanova aufgehoben und dem Bistum Triest und Capodistria angeschlossen.
Nach dem Ersten Weltkrieg und dem Ende der Österreichisch-Ungarischen Monarchie kam Cittanova wie ganz Istrien und Triest zum Königreich Italien.

### 20. Jahrhundert
Im Grenzvertrag von Rapallo von 1920 wurde die Region um Cittanova an Italien zugeschlagen.

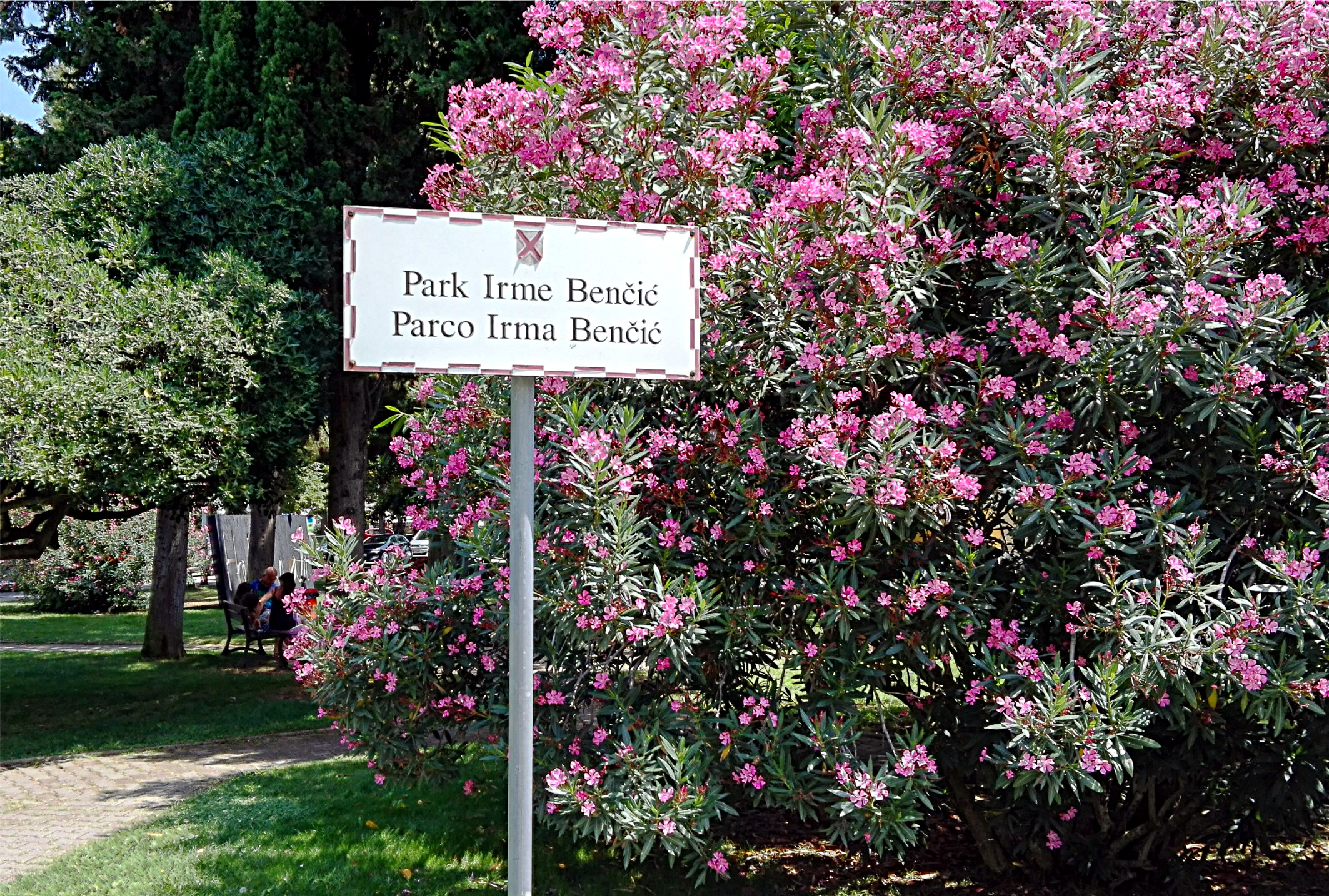
Zweisprachiges Schild im Irma-Benčić-Park

Gegen Ende des Zweiten Weltkriegs fiel nach der Kapitulation Italiens die Stadt von September 1943 bis 1945 an Nazi-Deutschland. In der Nähe der Stadt wurde am 1. März 1945 die Partisanin Irma Benčić erschossen, der heute ein nach ihr benannter Park gewidmet ist.
Nach dem Weltkrieg wurde Cittanova zunächst 1947 der Zone B des Freien Territoriums Triest zugeteilt. Am 26. Oktober 1954 wurde das Gebiet der Zone B (mit Cittanova) definitiv an Jugoslawien übergeben. Der Name wurde von Cittanova in Novigrad geändert. Die Stadt gehörte nunmehr zu Jugoslawiens Teilrepublik Kroatien.
Am 25. Juni 1991 erklärte die Republik Kroatien ihre staatliche Unabhängigkeit. Die Region Istrien war von den Wirren der Jugoslawienkriege nicht unmittelbar betroffen, Novigrad/Cittanova beherbergte jedoch wie andere touristische Küstenorte viele Flüchtlinge in Hotels und sonstigen Touristenunterkünften.

## Bevölkerung
Nach der Volkszählung 2011 hatte die Gemeinde Novigrad 4345 Einwohner, von denen 2050 männlich und 2295 weiblich waren.
Nach Ethnie waren 66,4 % der Einwohner der Gemeinde Kroaten, 10,2 % Italiener, 3,4 % Albaner, 2,8 % Serben, 2,1 % Slowenen, 0,9 % Bosnier, 0,3 % Deutsche und Österreicher sowie 1,2 % andere. 10,7 % der Einwohner nannten sich Istrier oder gaben eine andere regionale Zugehörigkeit an. Bei den übrigen 2,0 % wurde die Ethnie nicht angegeben oder war unbekannt. Nach Staatsbürgerschaft waren 97,7 % Kroaten (unter denen 10,2 % eine doppelte Staatsbürgerschaft hatten) und 2,2 % Ausländer. Bei den übrigen 0,1 % der Einwohner war die Staatsangehörigkeit unbekannt.
Als Muttersprache verwendeten 81,1 % Serbokroatisch, wobei unter anderem 79,3 % die Sprache als Kroatisch, 1,0 % als Serbisch und 0,5 % als Bosnisch bezeichneten. 12,5 % nannten Italienisch als ihre Muttersprache, 3,2 % Albanisch, 2,3 % Slowenisch, 0,3 % Deutsch und 0,5 % gaben eine andere Sprache an. Bei den übrigen 0,1 % der Einwohner war die Muttersprache unbekannt. Amtssprachen der Gemeinde sind Kroatisch und Italienisch.
Nach Religionen waren 80,9 % der Einwohner Katholiken, 2,8 % Orthodoxe, 1,9 % Muslime, 0,2 % Protestanten und 0,3 % gaben eine andere religiöse Zugehörigkeit an. 8,9 % waren konfessionslos, bei den übrigen 5,0 % wurde die Religion nicht angegeben oder war unbekannt.

## Bauwerke und Sehenswürdigkeiten

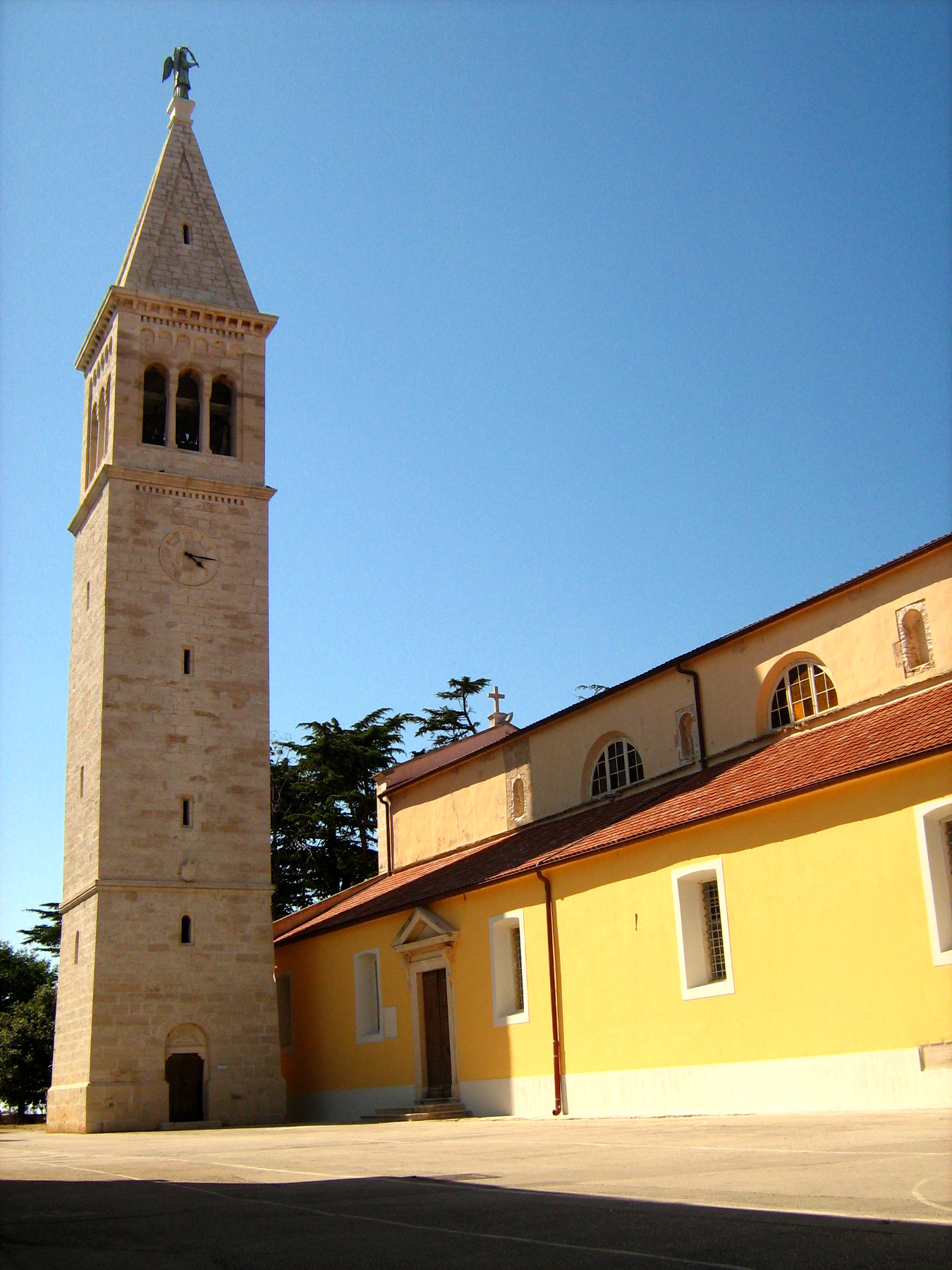
Pfarrkirche des Hl. Pelagius mit Kirchturm

### Pfarrkirche des Hl. Pelagius mit Kirchturm
Die Pfarrkirche des Hl. Pelagius ist auch dem Hl. Maxim und der heiligen Maria geweiht. Die dreischiffige Basilika war bis 1828 Kathedrale der Diözese Cittanova.
Der Beginn des Baus des Gotteshauses lässt sich heute nicht mehr festlegen, je nach Quellen lag dieser ab Mitte des 5. bis Mitte des 8. Jahrhunderts. Auch über die folgenden Erweiterungen und Umbauten liegen unterschiedliche Angaben vor. Wahrscheinlich wurde die Kirche Ende des 13. Jahrhunderts im gotischen Stil erweitert, zwischen dem 15. bis 18. Jahrhundert mehrmals neu gestaltet und teilweise barockisiert. Die Kathedrale umfasste ursprünglich eine Taufkapelle und ein Bischofspalais, die im 19. Jh. abgerissen wurden. Die heutige, neoklassizistische Fassade wurde 1935 fertiggestellt.
Im Inneren dominieren der barocke Altar und der erhöhte, tiefe Chor. In der Kirche befindet sich eine Portraitreihe von 30 ehemals in Novigrad amtierenden Bischöfen, wie auch je ein größeres Gemälde mit einem Porträt der Muttergottes mit den beiden Kirchenheiligen Maximus und Pelagius (Künstler unbekannt) und den Heiligen Karl, Lucia und Anton (von Carlo Alvise Fabris aus dem Jahr 1776).
Unter dem Chor befindet sich eine ebenfalls dreischiffige Krypta mit Kreuzgewölbe – die einzige ihrer Art in Istrien und eine der wenigen in ganz Kroatien.
Der freistehende Glockenturm beim Kirchplatz Veliki trg wurde 1883 nach dem Vorbild des Markusturms in Venedig erbaut, als Ersatz eines bis 1874 an die Kathedralenfront angebauten Turms. Auf der Pyramidenspitze des 45 Meter hohen Turmes steht seit 1913 eine mit Bronzeblech verkleidete hölzerne Statue des Heiligen Pelagius.
Im kleinen Föhrenwald zwischen der Pelagius-Kirche und der nordwestlichen Küste befindet sich ein schlichter Steinsarkophag, wahrscheinlich aus dem 12. Jahrhundert. Der Sargdeckel weist die Form eines Giebeldaches auf und besitzt an den Ecken schöne Verzierungen.

### Stadtmauer/Loggia

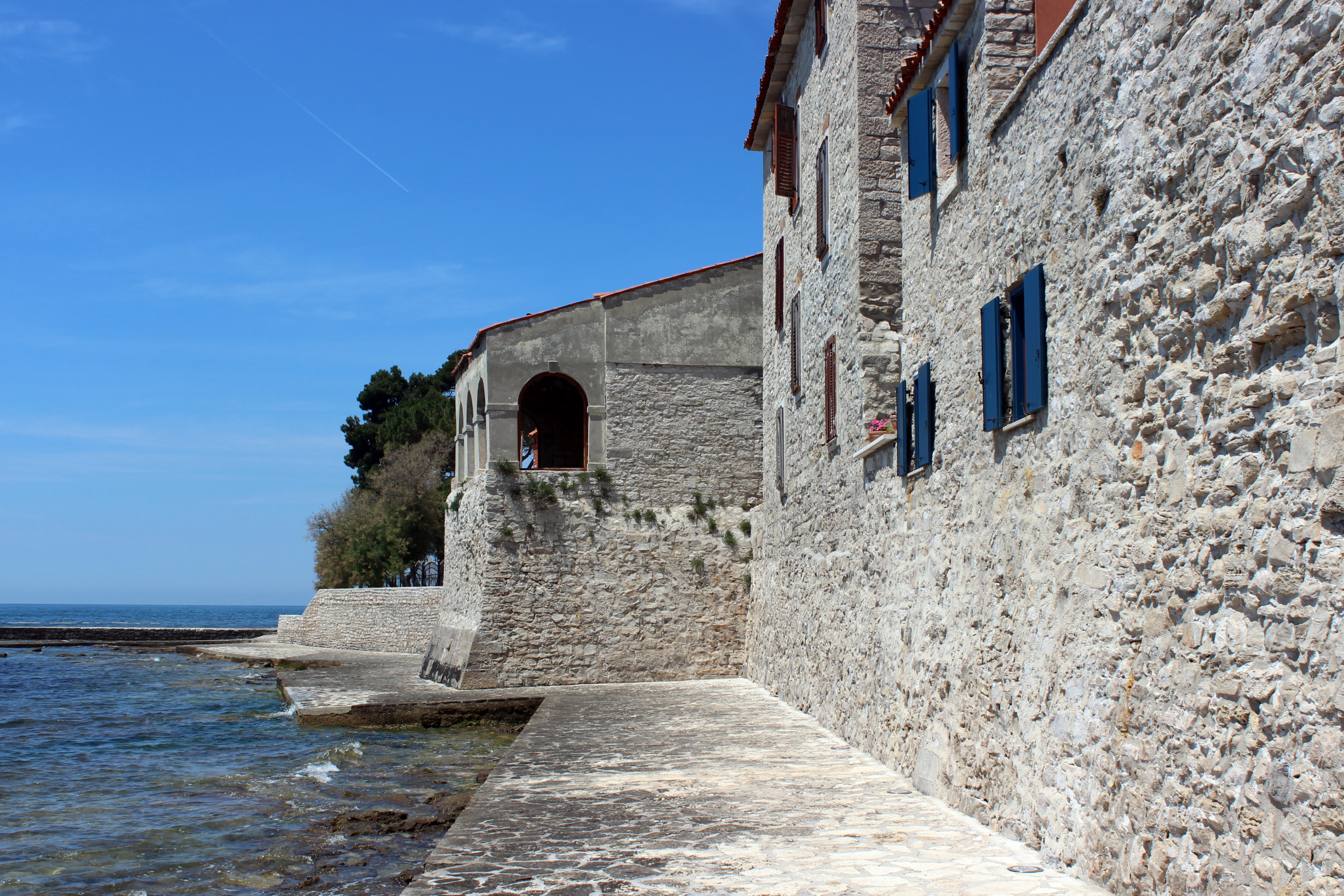
Südliche Stadtmauer, mit Loggia

Die größtenteils zinnenbewehrte Altstadtmauer wurde etwa im 13. Jahrhundert erbaut, möglicherweise auf den Ruinen einer spätantiken Befestigungsanlage. Die Mauer war ursprünglich niedriger; erst im Verlaufe der Zeit wurde diese erhöht und mit den Zinnen ergänzt. Die Mauer umgab einst die gesamte Insel der Stadt. Sie ist heute noch gut erhalten und umfasst immer noch fast die gesamte Halbinsel. Ergänzt wird das Mauerwerk durch zwei runde Renaissance-Türme, etwas älter ist der viereckige Turm beim einstigen Stadttor.
Aufgebaut auf einer älteren Struktur der Verteidigungsmauern oder sogar auf den Trümmern eines Turms entstand etwa im 16. Jahrhundert mit direktem Blick auf Meer die Loggia, genannt Belveder. Westlich gegenüber der Loggia befindet sich die Porta a marina, ein gewölbter Durchgang, der zum Meer führt. Diese Konstruktion, im Stein ist das Jahr 1649 eingemeißelt, wurde vor mehr als hundert Jahren, als der neue Stadtpark erbaut wurde, aus dem nordwestlichen Teil der Stadt an den heutigen Standort verlegt.

### Museen
Das Lapidarium ist ein Museum mit einer Sammlung von rund 100 Steindenkmälern. Das moderne Glashaus befindet sich westlich gegenüber der Pelagius-Kirche.
Das 2005 eröffnete private Kriegsmuseum Gallerion des Fotografen Sergio Gobbo widmet sich der österreichisch-ungarischen Flotte der k.u.k. Kriegsmarine während des Ersten Weltkriegs.
Der Rigo Stadtpalais wurde 1770 von der novigrader Adelsfamilie Rigo erbaut. Der harmonisch mit Schmuckelementen verzierte Palast gilt als Beispiel des mitteleuropäischen Barocks. Die Gebäudefront wurde 1994 saniert. Heute befindet sich im Erdgeschoss die nach der Familie benannte Galeria Rigo für moderne und zeitgenössische Kunst.

### Kirchen

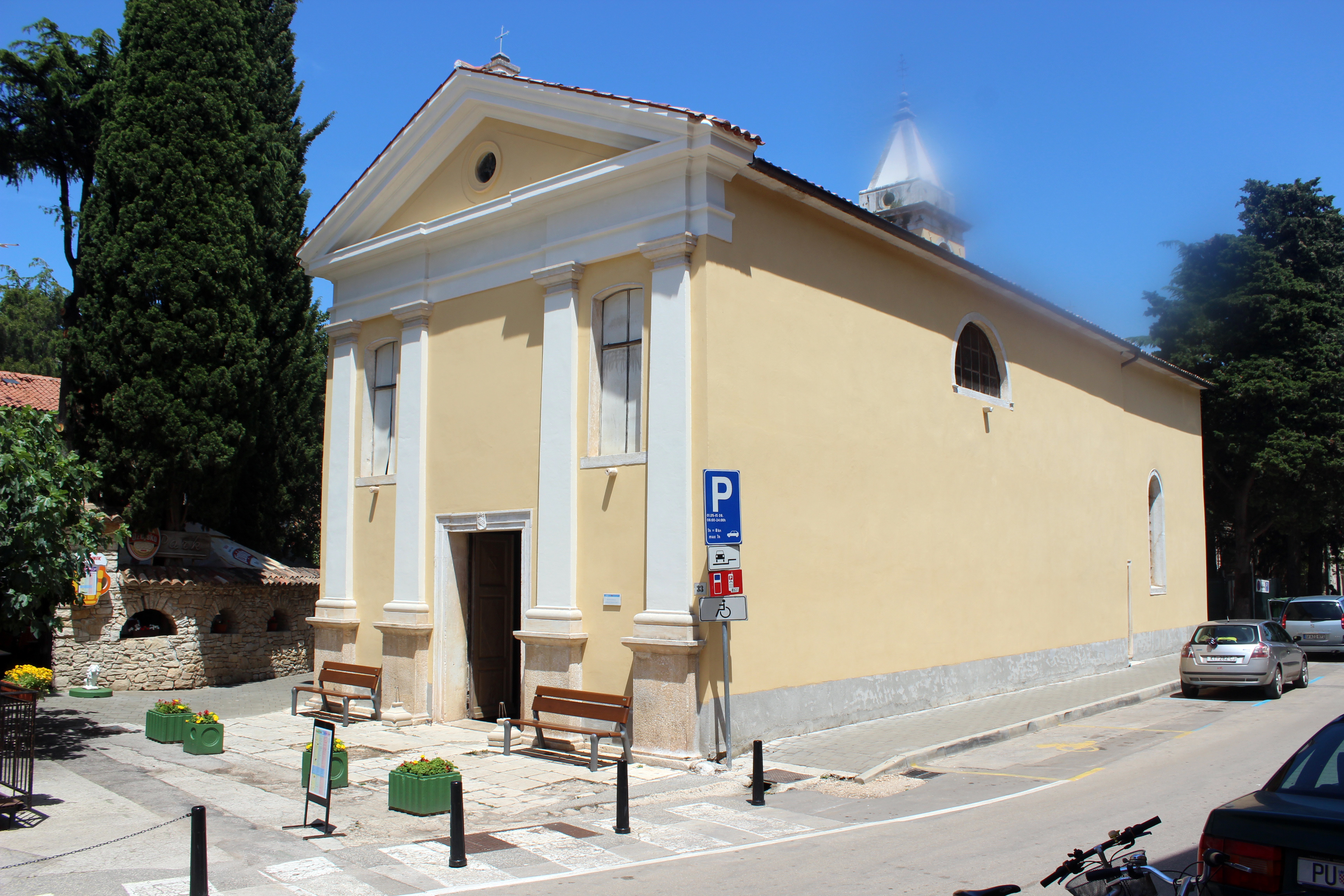
Kirche der Hl. Muttergottes von Karmel / Chiesa della Vergine Maria del Carmelo

Die Kirche der Hl. Muttergottes von Karmel (Chiesa della Vergine Maria del Carmelo oder Crkva Gospe od Karmela) wurde gegen Ende des 15. Jahrhunderts im damals für Istrien typischen einschiffigen Baustil errichtet und in der zweiten Hälfte des 18. sowie in der ersten Hälfte des folgenden Jahrhunderts letztmals erneuert. Ehemals befand sich neben der Kirche auch ein kleines Kloster, welches ab dem 15. bis 17. Jahrhundert von den Dominikanern, ab der zweiten Hälfte des 17. Jahrhunderts von den Augustinern und danach bis Mitte des 18. Jahrhunderts von den Franziskanern geführt wurde.
Richtung Stadtausgang am alten Stadtfriedhof steht die dreischiffige St. Agatha-Kirche. Erbaut wurde die Kirche mit auffälligem Giebeldach im 10. oder 11. Jahrhundert im romanischen Stil. Im Inneren der zwischen 1993 und 1995 renovierten Kirche befinden sich zwei spätbarocke Skulpturen (Licht bringende Engel darstellend) und das Altarbild der Agatha von Catania.
Nordöstlich der Altstadt gegenüber dem Jachthafen befindet sich die mittelalterliche, in der Gotik erbaute St. Anton-Kirche. Das Gotteshaus wurde sowohl im 17. Jahrhundert, wie auch Mitte des 19. Jahrhunderts durch die Vergrößerung des Altarraums und den Ausbruch zweier Seitenfenster umgestaltet.

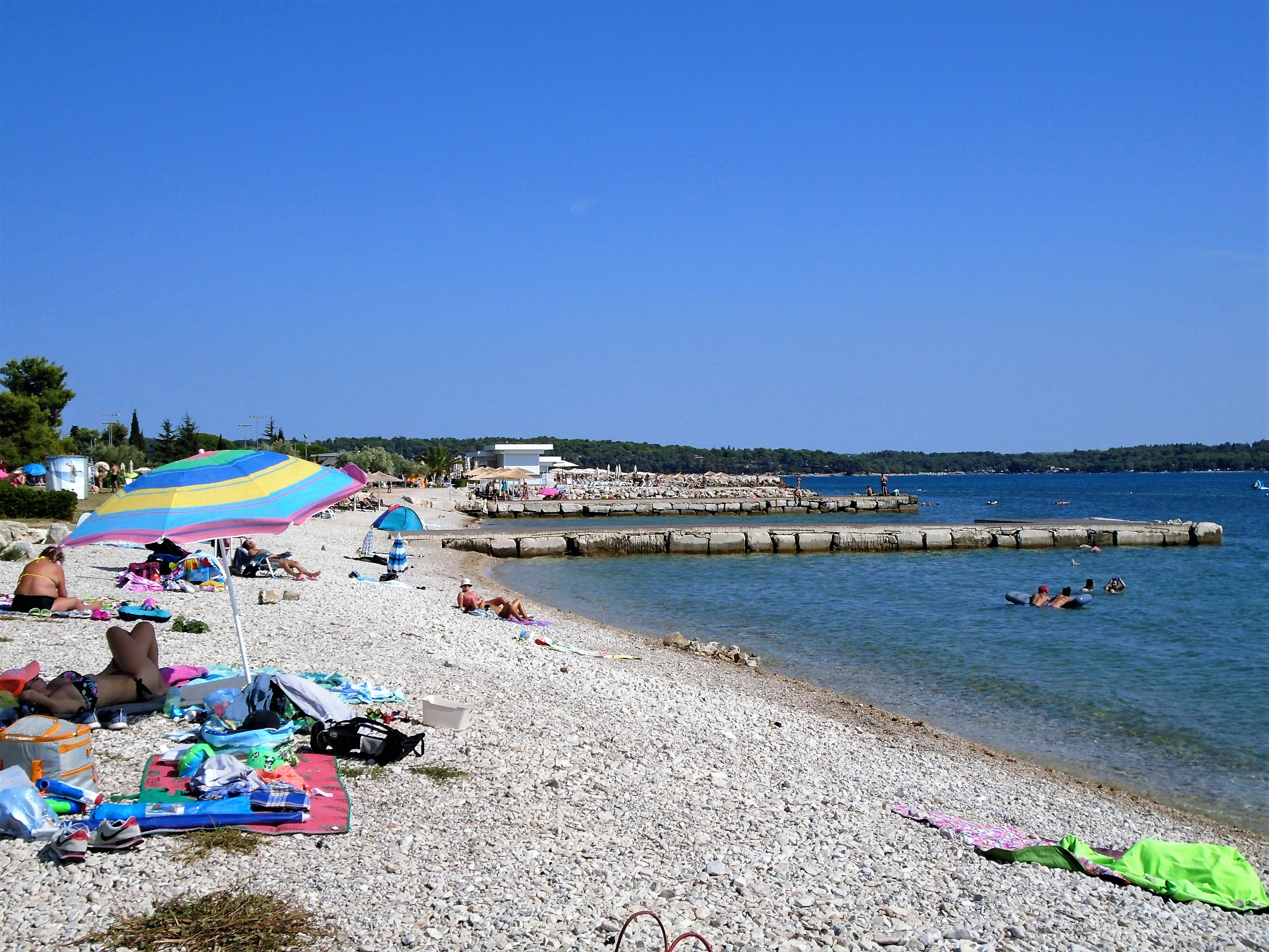
Rivarela-Badestrand in Novigrad

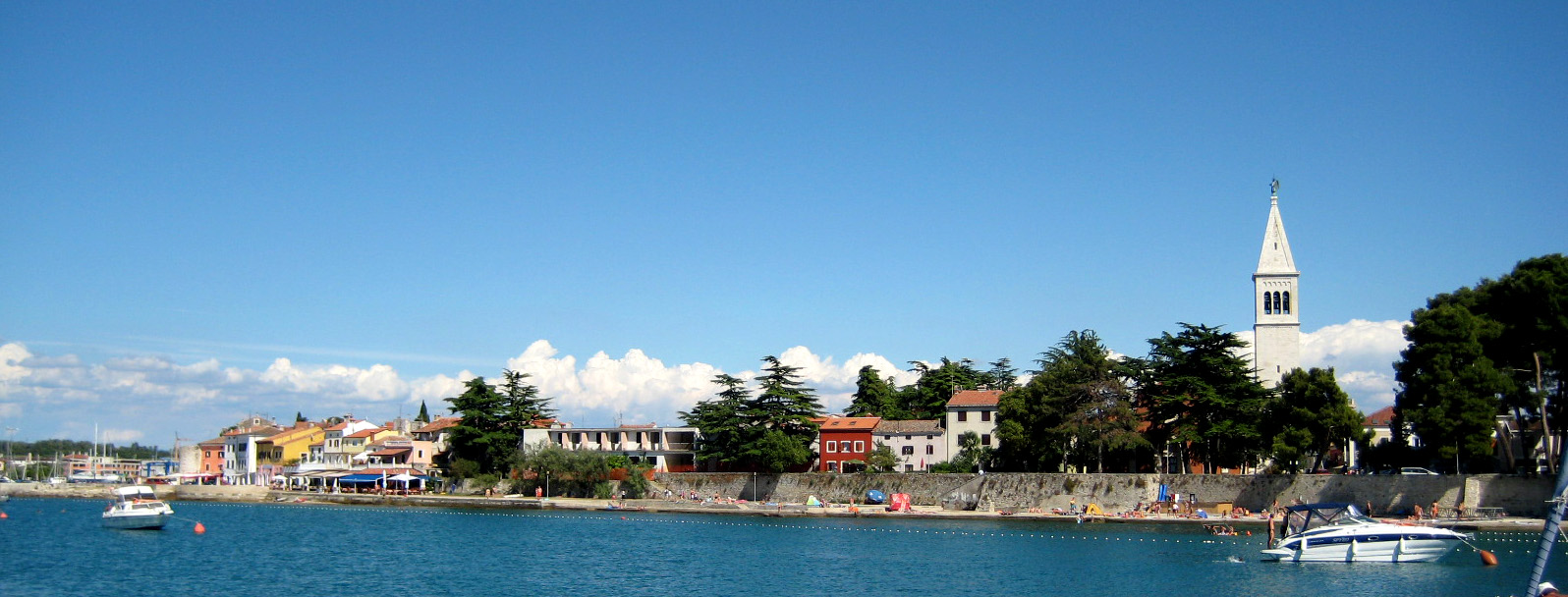
Ansicht der Strandpromenade von Novigrad/Cittanova